# 306-я пехотная дивизия (вермахт)
306-я пехотная дивизия (нем. 306. Infanterie-Division) — тактическое соединение сухопутных войск вооружённых сил нацистской Германии периода Второй мировой войны. Стандартная пехотная дивизия, сформированная к 15 ноября 1940 года в VI-м военном округе.

## История
До апреля 1941 дивизия проходила подготовку и укомплектовку, после чего переброшена в Бельгию в подчинение 15-й армии. С началом декабря 1942 переброшена в подкрепление группе Холлидт, действовавшей в районе Дона, находилась в районе Миллерово до конца Сталинградской битвы.
В марте отступила на линию Миус-фронта в составе вновь созданной 6-й армии. После прорыва линии в сентябре 1943, с боями отступала в глубь Украины в составе 1-й танковой армии.
С ноября 1943 по март 1944 — бои по Никополем. В августе после Ясско-Кишинёвской операции остатки дивизии отступили в Трансильванию в августе 1944.
Официально расформирована 9 ноября 1944 года.

## Организация
- 579-й пехотный полк
- 580-й пехотный полк
- 581-й пехотный полк
- 306-й артиллерийский полк

## Командующие
- 15 ноября 1940 — 31 октября 1942 — генерал-лейтенант Ханс фон Зоммерфельд (нем. Hans von Sommerfeld)
- 1 ноября 1942 — 20 февраля 1943 — генерал артиллерии Георг Пфейффер (нем. Georg Pfeiffer)
- 21 февраля 1943 — 29 марта 1943 — генерал-лейтенант Теобальд Либ (нем. Theobald Lieb)
- 30 марта 1943 — 31 декабря 1943 — генерал кавалерии Карл-Эрик Кёлер (нем. Carl-Erik Koehler)
- 1 января 1944 — 11 января 1944 — генерал-майор Карл Бэр (нем. Karl Bär)
- 12 января 1944 — октябрь 1944 — генерал кавалерии Карл-Эрик Кёлер (нем. Carl-Erik Koehler)